# Zsira, Győr-Moson-Sopron
Zsira  este un sat în districtul Sopron, județul Győr-Moson-Sopron, Ungaria, având o populație de 803 locuitori (2011). 

## Demografie
Componența etnică a satului Zsira
     Maghiari (96,16%)
     Croați (2,18%)
     Germani (1,28%)
     Romi (0,38%)
Componența confesională a satului Zsira
     Romano-catolici (82,32%)
     Fără religie (2,37%)
     Reformați (1,12%)
     Necunoscută (13,33%)
     Luterani (0,87%)
Conform recensământului din 2011, satul Zsira avea 803 locuitori. Din punct de vedere etnic, majoritatea locuitorilor (96,16%) erau maghiari, existând și minorități de croați (2,18%) și germani (1,28%).  Din punct de vedere confesional, majoritatea locuitorilor (82,32%) erau romano-catolici, existând și minorități de persoane fără religie (2,37%) și reformați (1,12%). Pentru 13,33% din locuitori nu este cunoscută apartenența confesională.